# Administration régionale Baie-James
L’Administration régionale Baie-James (ARBJ) est un organisme voué au développement économique et social régional de la Baie-James, dans le Nord-du-Québec. Elle veille aux intérêts, en matière de développement régional, des personnes non-Cries résidant sur le territoire d'Eeyou Istchee Baie-James et sur celui des villes de Chapais, Chibougamau, Lebel-sur-Quévillon et Matagami, ainsi que les localités de Radisson, Valcanton et Villebois,.   
L’ARBJ cumule les mandats de différentes instances régionales. Elle succède notamment à la Conférence régionale des élus de la Baie-James, et elle agit « aux droits, obligations et charges » de la Municipalité de la Baie-James. Ses compétences visent   
L’Administration régionale Baie-James est également assimilée à une municipalité régionale de comté selon l’article 126.5 de la Loi sur les compétences municipales.  

## Historique
L'Administration régionale Baie-James est instituée le 1er janvier 2014, dans la foulée de la signature de l'Entente sur la gouvernance dans le territoire d’Eeyou Istchee Baie-James entre les Cris d’Eeyou Istchee et le Gouvernement du Québec qui prévoit une nouvelle structure de gouvernance pour le territoire,.  
La gouvernance particulière à la région Nord-du-Québec y est reconnue et quatre organismes sont désignés pour assurer le développement régional : l’Administration régionale Baie-James, le Gouvernement régional Eeyou Istchee Baie-James, le Gouvernement de la nation crie et l’Administration régionale Kativik.   
C’est ainsi que l’Administration régionale Baie-James cumule des compétences en matière de développement régional, en vertu de l’article 25.1 de la Loi sur le ministère des Affaires municipales, des Régions et de l’Occupation du territoire (RLRQ c M-22.1).  
Elle « succède à la Municipalité de Baie-James quant aux droits, obligations et charges découlant de toute entente conclue pour la mise en application de toute politique ou de toute mesure du gouvernement en matière de développement local et régional sur [son] territoire »,. 
L’ARBJ succède également aux droits, obligations et charges de la conférence régionale des élus de la Baie-James.   
L’Administration régionale Baie-James est aujourd’hui l’interlocutrice privilégiée du gouvernement en matière de développement régional pour le territoire qu’elle représente par le biais de ces programmes et ententes.   

## Mission
L’Administration régionale Baie-James a pour mission « de concerter les forces du milieu afin de soutenir les élus dans la planification et la réalisation d’une vision commune. Elle encourage la mise en place d’actions locales et régionales qui favorisent le développement économique et social à la Baie-James ».   

## Composition
Le conseil d’administration de l’Administration régionale Baie-James est composé des maires des villes de Chapais, Chibougamau, Lebel-sur-Quévillon et Matagami, ainsi que des présidents des localités de Radisson, Valcanton et Villebois,.  
Des représentants additionnels des municipalités et localités peuvent être choisis et désignés pour siéger sur le conseil d'administration de l'ARBJ. 
Le député d’Ungava peut participer aux séances du conseil d’administration de l’ARBJ, mais n’a pas le droit de vote.  

## Programmes et ententes
En vertu de l’article 21.12 de la Loi sur le ministère des Affaires municipales, des Régions et de l’Occupation du territoire, l’ARBJ administre les sommes qui lui sont confiées par le gouvernement.  
À titre d’organisme de développement, l’Administration régionale Baie-James gère différents programmes de financement dans les secteurs social et économique.   
Elle est également signataire d’ententes avec le Gouvernement du Québec et ses ministères. 

### Sites externes
- Administration régionale Baie-James